# Homem de Cheddar

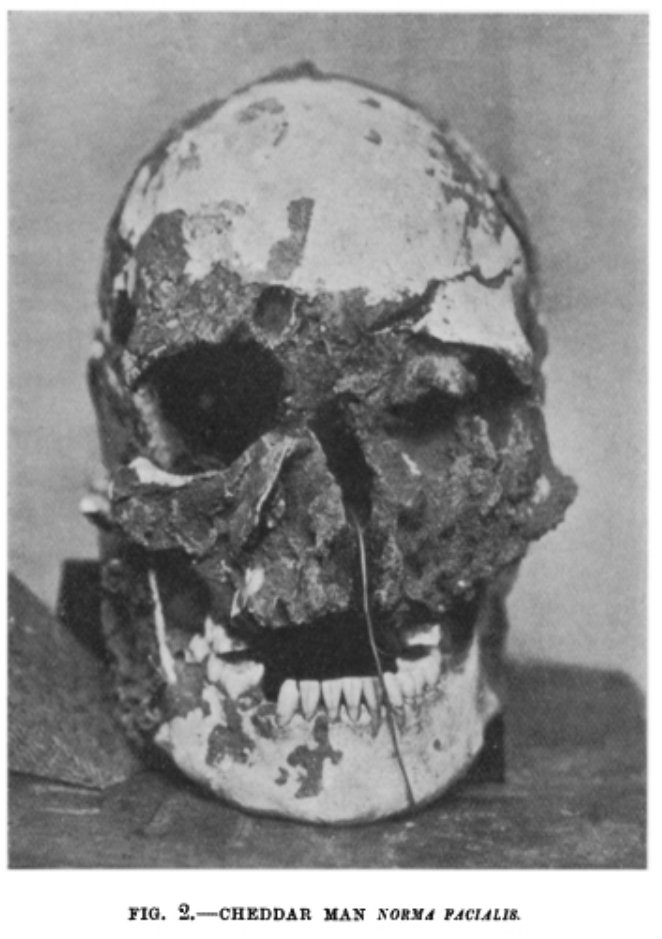
Crânio do Homem de Cheddar

O Homem de Cheddar é um fóssil humano masculino encontrado na Caverna de Gough em Cheddar Gorge, Somerset, Inglaterra. Os restos mortais datam do Mesolítico, com idade estimada entre 9100 - 7100, indícios de que ele teve uma morte violenta. Uma grande lesão semelhante a uma cratera logo acima da órbita direita do crânio sugere que o homem também pode estar sofrendo de uma infecção óssea.
Escavado em 1903, o Cheddar Man é o mais antigo esqueleto humano completo da Grã-Bretanha. Os restos mortais são mantidos pelo Museu de História Natural de Londres na nova galeria da Evolução Humana.
A análise de seu DNA nuclear indica que ele era um membro típico da população da Europa Ocidental na época, provavelmente com intolerância à lactose, olhos claros (provavelmente verdes, mas podem ser azuis ou castanhos), cabelo castanho escuro ou preto, e pele escura ou escura a preta.

## Dados de sequência de DNA nuclear

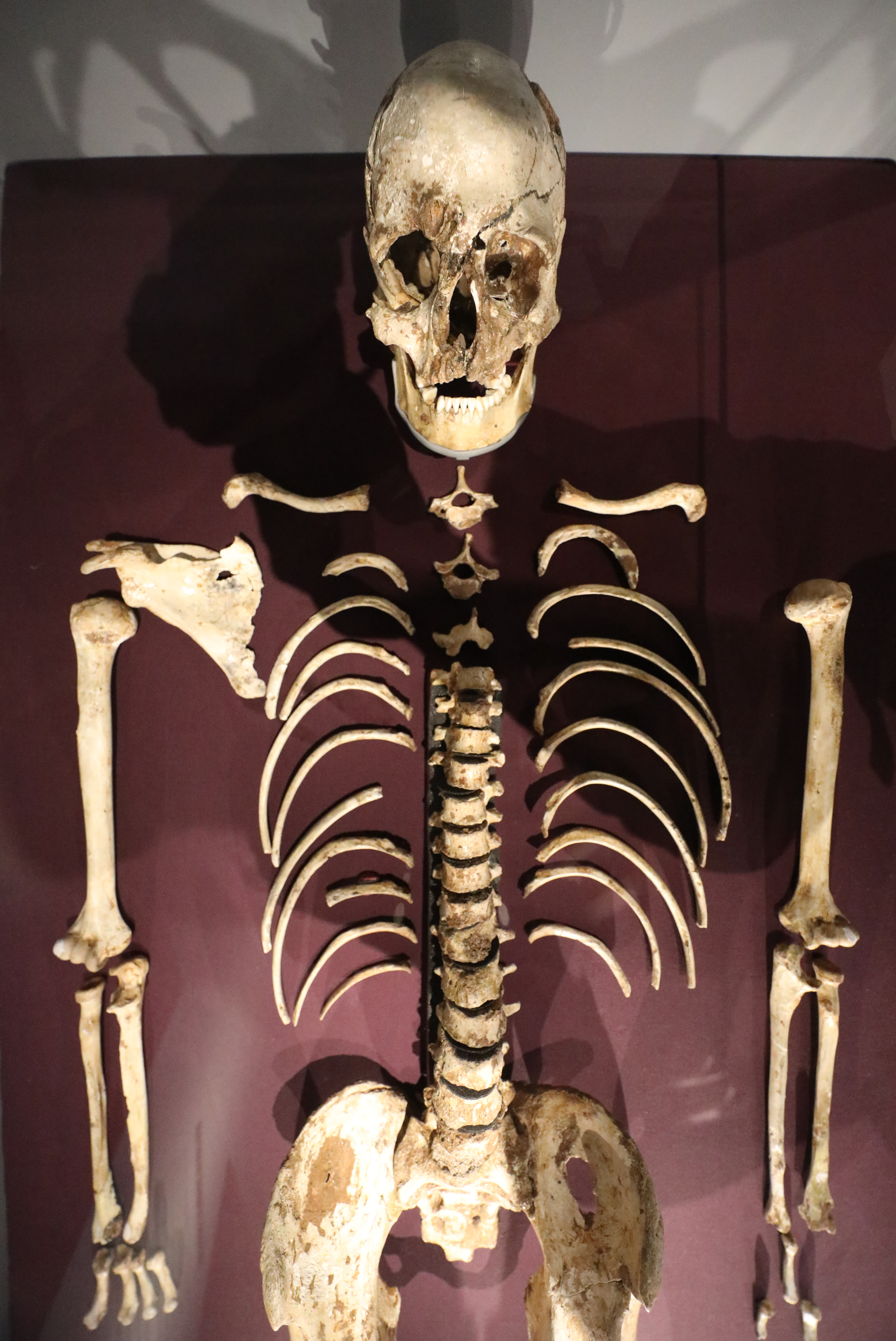
A parte superior do corpo do Homem Cheddar

O DNA nuclear foi extraído da parte petrosa do osso temporal por uma equipe do Museu de História Natural em 2018. Os marcadores genéticos sugeriram (com base em suas associações em populações modernas cujos fenótipos são conhecidos) que ele provavelmente tinha olhos verdes, intolerância à lactose, cabelo escuro encaracolado ou ondulado e pele escura a muito escura. Essas características são típicas da população da Europa Ocidental da época, agora conhecida como Caçadores-coletores da Europa Ocidental. Essa população constitui cerca de 10%, em média, da ancestralidade dos britânicos sem um histórico familiar recente de imigração.

## Mudança genética desde o Mesolítico
Olhos castanhos, tolerância à lactose e pele clara são comuns na população moderna da região. Esses genes vieram da imigração posterior, a maior parte dela, em última análise, de duas ondas principais, a primeira de agricultores neolíticos do Oriente Próximo, outra de pastores da Idade do Bronze, provavelmente falantes de línguas indo-europeias, da estepe pôntica.
O Y-DNA de Cheddar Man pertencia a um antigo ramo irmão do moderno I2-L38 (I2a2). O subclado I2a2 ainda existe em homens das modernas ilhas britânicas e em outras partes da Europa. O DNA mitocondrial do Cheddar Man era do haplogrupo U5b1. Cerca de 65% dos caçadores-coletores do Mesolítico da Europa Ocidental tinham haplogrupo U5; hoje está amplamente distribuído, em frequências mais baixas, na Eurásia ocidental e no norte da África. Em 1996, Bryan Sykes, da Universidade de Oxford, sequenciou pela primeira vez o DNA mitocondrial de um dos molares do Homem de Cheddar.